# Promna
Promna è un comune rurale polacco del distretto di Białobrzegi, nel voivodato della Masovia.
Ricopre una superficie di 120,74 km² e nel 2006 contava 5 841 abitanti.